# Água Branca (Piauí)
Pour les articles homonymes, voir Água Branca.
Água Branca est une municipalité brésilienne située dans l'État du Piauí.